# Ван дер Сар, Эдвин
Э́двин ван дер Сар (нидерл. Edwin van der Sar, нидерландское произношение: [ˈɛtʋɪn vɑn dɛr ˈsɑr] (слушать)о файле; род. 29 октября 1970, Ворхаут, Нидерланды) — нидерландский футболист, выступавший на позиции вратаря. В последнее время занимал пост генерального директора «Аякса», в котором в начале 1990-х годов начал свою карьеру игрока. Считается представителем «золотого поколения» клуба и входил в состав команды «Аякс», выигравшей Лигу чемпионов УЕФА в 1995 году. В 1999 году перешёл из «Аякса» в «Ювентус», где провёл два года, после чего переехал в Англию, сначала в «Фулхэм», а затем в 2005 году в «Манчестер Юнайтед». В 2008 году завоевал второй титул чемпиона Лиги чемпионов, став одним из восьми игроков, выигравших этот турнир более чем с одним клубом. В 2011 году завершил профессиональную карьеру, но в 2016 году ненадолго возобновил её, чтобы сыграть матч за голландскую любительскую команду «Нордвейк», за которую выступал ещё в юности. За сборную Нидерландов сыграл 130 матчей и был рекордсменом в истории сборной до 2017 года, когда его обошёл Уэсли Снейдер.
Критики и игроки считают одним из лучших вратарей всех времен. Один из самых успешных футболистов в истории, выиграв за свою карьеру 26 крупных трофеев, в основном в составе «Аякса» и «Манчестер Юнайтед». В сезоне 2008/09 установил мировой рекорд, не пропустив ни одного гола в чемпионате в течение 1311 минут. Является самым возрастным игроком, выигравшим Премьер-лигу, сделав это в 2011 году в возрасте 40 лет и 205 дней. Обладатель нескольких индивидуальных наград, в том числе «Лучший вратарь Европы» в 1995 и 2009 годах, а также «Лучший вратарь года в клубе УЕФА» в 2009 году.

## Клубная карьера

### Ранние годы
Эдвин ван дер Сар родился в городе Ворхаут и начал карьеру в клубе «Форхолт» из своего родного города, затем около пяти лет играл за любительскую команду из соседнего Нордвейка. В начале своей футбольной карьеры ван дер Сар полтора года отыграл в качестве полевого игрока, но как самый высокий игрок в команде вынужден был занять место в воротах, когда на матч не пришёл основной вратарь. Тренеру понравилось, как Эдвин отстоял матч, и он оставил его на этой позиции. В 19 лет ван дер Сара пригласили стать третьим вратарём в роттердамскую «Спарту», но предложили лишь оплатить затраты на переезд, а потому Эдвин отказался. Через несколько дней его позвали в «Аякс» Луи ван Гала.

### «Аякс»
В 1990 году ван дер Сар перешёл в «Аякс», став одним из ключевых игроков второго «золотого поколения» клуба. В составе «Аякса» он выиграл четыре чемпионата, три Кубка Нидерландов, а также Кубок УЕФА 1992 года и Лигу чемпионов 1995 года. В 1995 году был признан лучшим голкипером Европы. Ван дер Сар сыграл и в финале Лиги чемпионов 1996 года, однако в том матче «Аякс» уступил «Ювентусу» в серии послематчевых пенальти. В том же году он установил сухой рекорд Лиги чемпионов, продержавшийся 10 лет, пока его не побил Йенс Леманн. Всего ван дер Сар провёл за «Аякс» 226 матчей и забил один гол с пенальти (в матче против «Де Графсхапа» в сезоне 1997/98).

### «Ювентус»
В 1999 году ван дер Сар, ставший одним из лучших вратарей Европы, привлёк внимание «Манчестер Юнайтед», который искал замену Петеру Шмейхелю, но голландец перешёл в итальянский клуб «Ювентус» за сумму, предположительно равную 5 млн фунтов стерлингов. Дебютировал за «старую синьору» в матче с «Реджиной» (1:1) на «Делле Альпи». Он стал первым неитальянцем, защищавшим ворота туринского клуба.
В течение первых двух сезонов в Италии он был основным вратарем и провёл 66 матчей в Серии А. Под руководством Карло Анчелотти «Ювентус» дважды занимал второе место в чемпионате, каждый раз демонстрируя лучший показатель защиты в чемпионате. В первом сезоне он показал хорошие результаты, выиграв Кубок Интертото 1999 года и помог клубу побороться за титул чемпиона Серии А. Однако в последний день сезона 1999/2000 «Ювентус» проиграл «Перудже», когда ван дер Сар не отбил мяч Алессандро Калори; этот результат позволил «Лацио» обогнать «Ювентус» и выиграть титул чемпиона с отрывом в одно очко. Однако следующий сезон оказался менее успешным: «Ювентус» выбыл в первом раунде Кубка Италии и Лиги чемпионов, а ван дер Сар допустил несколько ошибок, в том числе одну из самых громких — 6 мая 2001 года в домашнем матче с чемпионом Серии А «Ромой», когда он отразил удар Хидэтоси Накаты, но позволив Винченцо Монтелле сравнять счёт 2:2; «Ювентус» в итоге отстал от чемпионов на два очка.
Эдвин ван дер Сар потерял своё место в команде летом 2001 года, после того как «чёрно-белые» приобрели у «Пармы» вратаря сборной Италии Джанлуиджи Буффона за 100 млрд лир (около 32,6 млн фунтов стерлингов), что стало мировым рекордом для вратарей. Не желая оставаться вторым номером после Буффона, ван дер Сар дал понять, что хочет уйти после двух лет игры в Серии А.

### «Фулхэм»

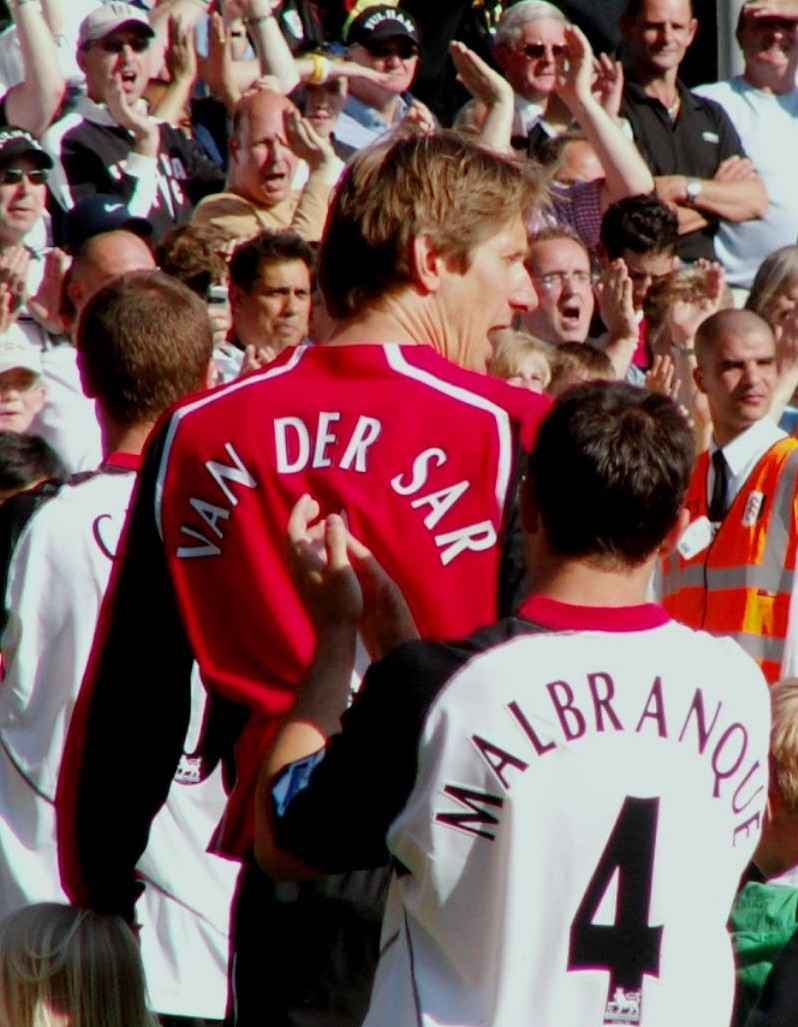
Ван дер Сар в составе «Фулхэма», 2004 год

1 августа 2001 года ван дер Сар решил играть в Англии и перешёл в только что вышедший в Премьер-лигу «Фулхэм», подписав четырёхлетний контракт стоимостью 7 млн фунтов стерлингов. На следующий день голландец был официально представлен английским клубом, а по прибытии в команду он назвал этот переход «хорошей дружеской атмосферой» и сказал, что его «ценят». Его дебют в чемпионате состоялся 18 августа 2001 года в гостевом матче с «Манчестер Юнайтед» (2:3). Всего в составе «Фулхэма» он провёл 127 матчей в чемпионате. В матче против «Астон Виллы» в свой последний сезон в клубе он запомнился тем, что отразил два пенальти от Хуана Пабло Анхеля при ничьей 1:1. Его выступления за «дачников» привлекли внимание «Манчестер Юнайтед» и сэра Алекса Фергюсона.

### «Манчестер Юнайтед»
Ван дер Сар подписал контракт с «Манчестер Юнайтед» 10 июня 2005 года за 2 млн фунтов стерлингов, хотя точная сумма трансфера не разглашалась. Позже бывший главный тренер «Юнайтед» сэр Алекс Фергюсон считал его лучшим вратарем, когда-либо игравшим за клуб со времён Петера Шмейхеля.

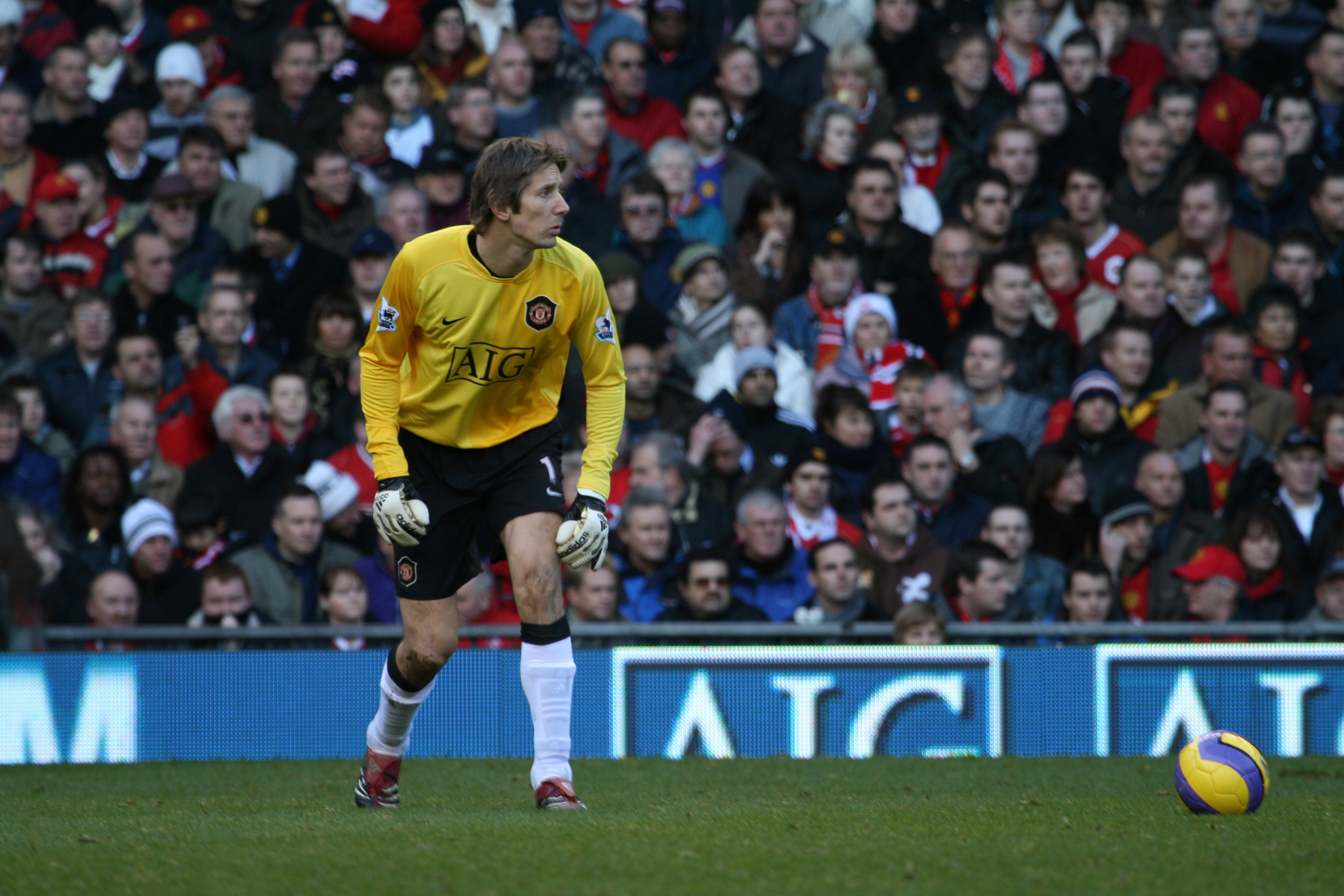
Ван дер Сар в составе «Манчестер Юнайтед», 9 декабря 2006 года

5 мая 2007 года его сейв с пенальти от Дариуса Васселла позволил одержать победу в манчестерском дерби над «Манчестер Сити» со счётом 1:0. На следующий день, когда «Челси» не смог обыграть «Арсенал» на «Эмирейтс», «Манчестер Юнайтед» выиграл девятый трофей Премьер-лиги, а ван дер Сар первый. Он также был включён в символический состав команды года по версии ПФА сезона 2006/07. Три месяца спустя он стал ключевой фигурой 16-й победы «Манчестер Юнайтед» в Суперкубке Англии, отразив три удара в серии послематчевых пенальти подряд после того, как «Манчестер Юнайтед» и «Челси» сыграли вничью 1:1 в конце основного времени.
Сезон 2007/08 стал лучшим для ван дер Сара с момента его прихода в команду; он провёл несколько отличных матчей, несмотря на травму паха. Он помог «Юнайтед» завоевать второй подряд титул чемпиона Премьер-лиги в последний день и выиграть Лигу чемпионов, отразив последний пенальти в серии от Николя Анелька.
12 декабря 2008 года ван дер Сар продлил свой контракт с «Манчестер Юнайтед» на один год, оставив его в клубе как минимум до конца сезона 2009/10.
27 января 2009 года ван дер Сар помог «Манчестер Юнайтед» установить новый рекорд клуба и Премьер-лиги по количеству забитых мячей подряд — после победы над «Вест Бромвич Альбион» со счётом 5:0 команда провела 11 матчей и 1032 минуты без пропущенных голов, побив предыдущий рекорд в 10 матчей и 1025 минут, установленный Петром Чехом в сезоне 2004/05. Через четыре дня в следующем матче он побил общий рекорд английской лиги, побив предыдущий рекорд в 1 103 минуты, установленный Стивом Смерчем из «Рединга» в 1979 году. 8 февраля 2009 года ещё один рекорд установленный в матче против «Вест Хэма» позволил довести его до 1 212 минут, побив рекорд английской высшей лиги в 1 155 минут, установленный Бобби Кларком из «Абердина» в 1971 году. 18 февраля 2009 года ван дер Сар наконец увеличил рекорд до 1 302 минут, побив тем самым мировой рекорд Хосе Марии Бульюбасича, установленный в 2005 году в чилийской Клаусуре, — 1 289 минут. Его «сухой» рекорд закончился 4 марта, когда он допустил ошибку, позволив Петеру Лёвенкрансу из «Ньюкасл Юнайтед» забить гол после 9 минут игры. Всего ван дер Сар провёл в чемпионате 1311 минут без пропущенных мячей. Эти «чистые» игры стали одним из главных факторов завоевания «Юнайтед» 11-го титула чемпиона премьер-лиги, поскольку «Юнайтед» выиграл многие матчи со счётом 1:0 и обошёл «Ливерпуль». В сезоне 2008/09 он также стал обладателем «Золотой перчатки» Премьер-лиги. Однако ему не удалось завоевать свою третью медаль победителя Лиги чемпионов, так как в финале турнира 27 мая 2009 года «Юнайтед» потерпел поражение от «Барселоны» со счётом 0:2. Тем не менее, он во второй раз получил награду «Лучший вратарь Европы» от УЕФА, спустя 14 лет после того, как впервые выиграл её в составе «Аякса». Он был одним из пяти игроков «Юнайтед», включённых в список претендентов на звание лучшего игрока года по версии ПФА, которая в конечном итоге была вручена его товарищу по команде Райану Гиггзу, однако ван дер Сар был включён символический в состав команды года по версии ПФА.

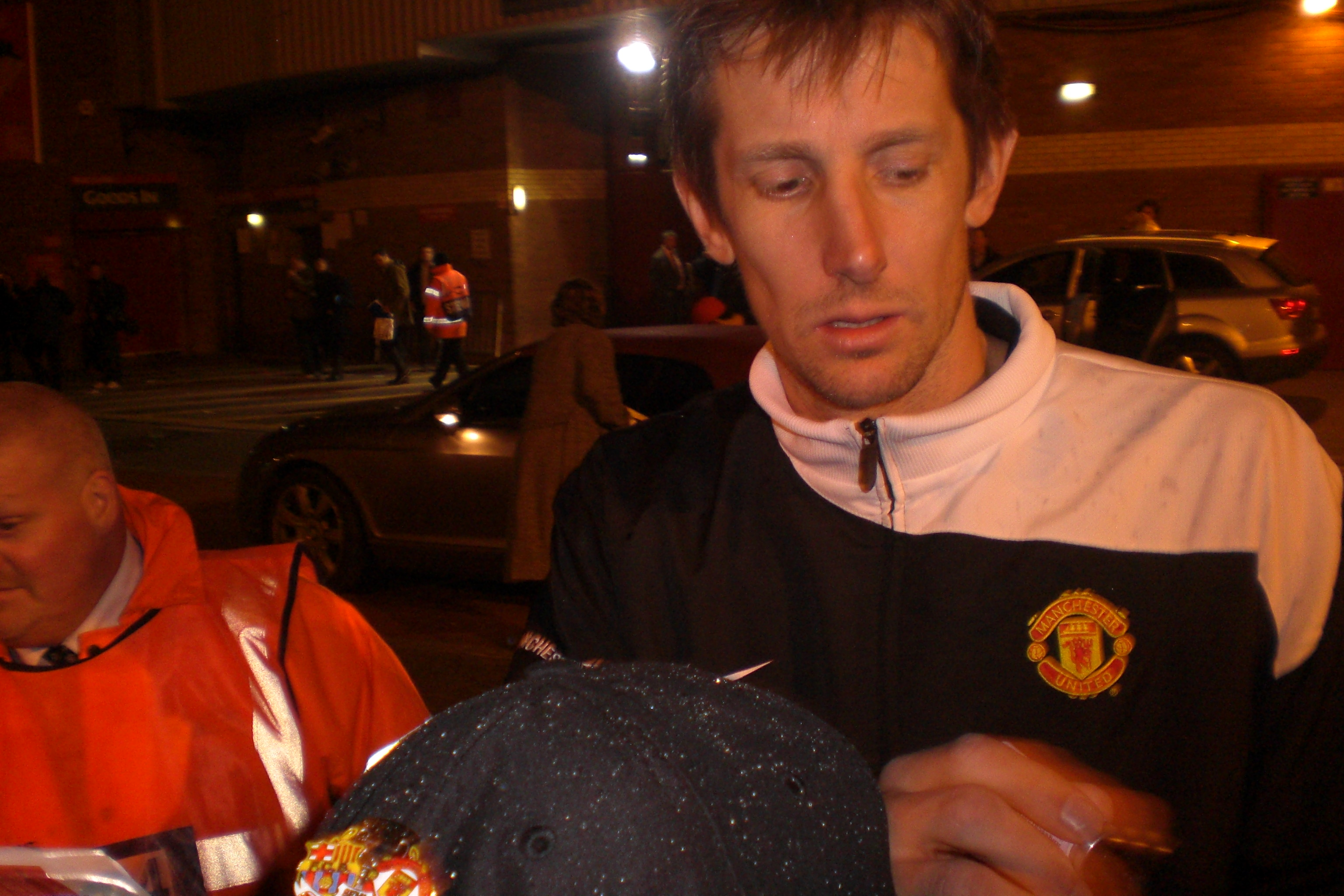
Ван дер Сар даёт автограф после матча с «Барселоной» в апреле 2008 года

Во время предсезонного турнира Audi Cup ван дер Сар получил травму пальца, из-за чего пропустил первые 12 матчей сезона 2009/10. 6 октября 2009 года голландец вернулся в состав «Юнайтед», сыграв 90 минут в запасе в матче против «Эвертона». 17 октября 2009 года он вернулся в состав первой команды, сыграв в победе над «Болтон Уондерерс» (2:1). 21 ноября 2009 года ван дер Сар снова получил травму и не выходил на поле в течение 12 матчей, а незадолго до Рождества у жены голландца произошло кровоизлияние в мозг. 16 января 2010 года голландец вернулся в состав команды в матче с «Бернли» (3:0).
26 февраля 2010 года ван дер Сар подписал продление действующего контракта с «Манчестер Юнайтед» на один год, в результате чего он останется в клубе как минимум до конца сезона 2010/11.
23 декабря 2010 года британская пресса сообщила, что сэр Алекс Фергюсон подтвердил, что по окончании сезона 2010/11 ван дер Сар завершит карьеру игрока. Хотя в то время он опроверг эти сообщения, 27 января 2011 года сам Эдвин подтвердил, что теперь он намерен это сделать. 12 марта ван дер Сар был признан лучшим игроком матча против «Арсенала» в Кубке Англии, совершив несколько отличных спасений. «Юнайтед» выиграл матч со счётом 2:0 благодаря голам Уэйна Руни и Фабио. Ван дер Сар был включён в символический состав команды года по версии ПФА, что стало его третьим появлением в этом списке (ранее он был в 2007 и 2008 годах).
22 мая 2011 года он провёл свой последний матч на «Олд Траффорд» в победе над «Блэкпулом» со счётом 4:2, в результате чего «Блэкпул» вылетел из Премьер-лиги. В качестве прощального подарка он стал капитаном «Юнайтед». Его последняя игра за английский клуб состоялась 28 мая 2011 года против «Барселоны» в финале Лиги чемпионов, который «Юнайтед» проиграл со счётом 1:3; в возрасте 40 лет 211 дней он стал самым возрастным игроком-мужчиной, сыгравшим в финале Кубка европейских чемпионов в эпоху Лиги чемпионов. Рекордсменом в 41 год 86 дней является Дино Дзофф, сыгравший в финале Кубка европейских чемпионов 1983 года. После этого матча ван дер Сар завершил профессиональную карьеру.

### «Нордвейк»
12 марта 2016 года сыграл в официальном матче 4-го голландского дивизиона. Из-за травм родной клуб ван дер Сара «Нордвейк» остался без вратарей — и Эдвин, у которого остались связи с клубом, согласился помочь. В этом матче он отразил пенальти. Матч закончился вничью 1:1.

## Карьера в сборной

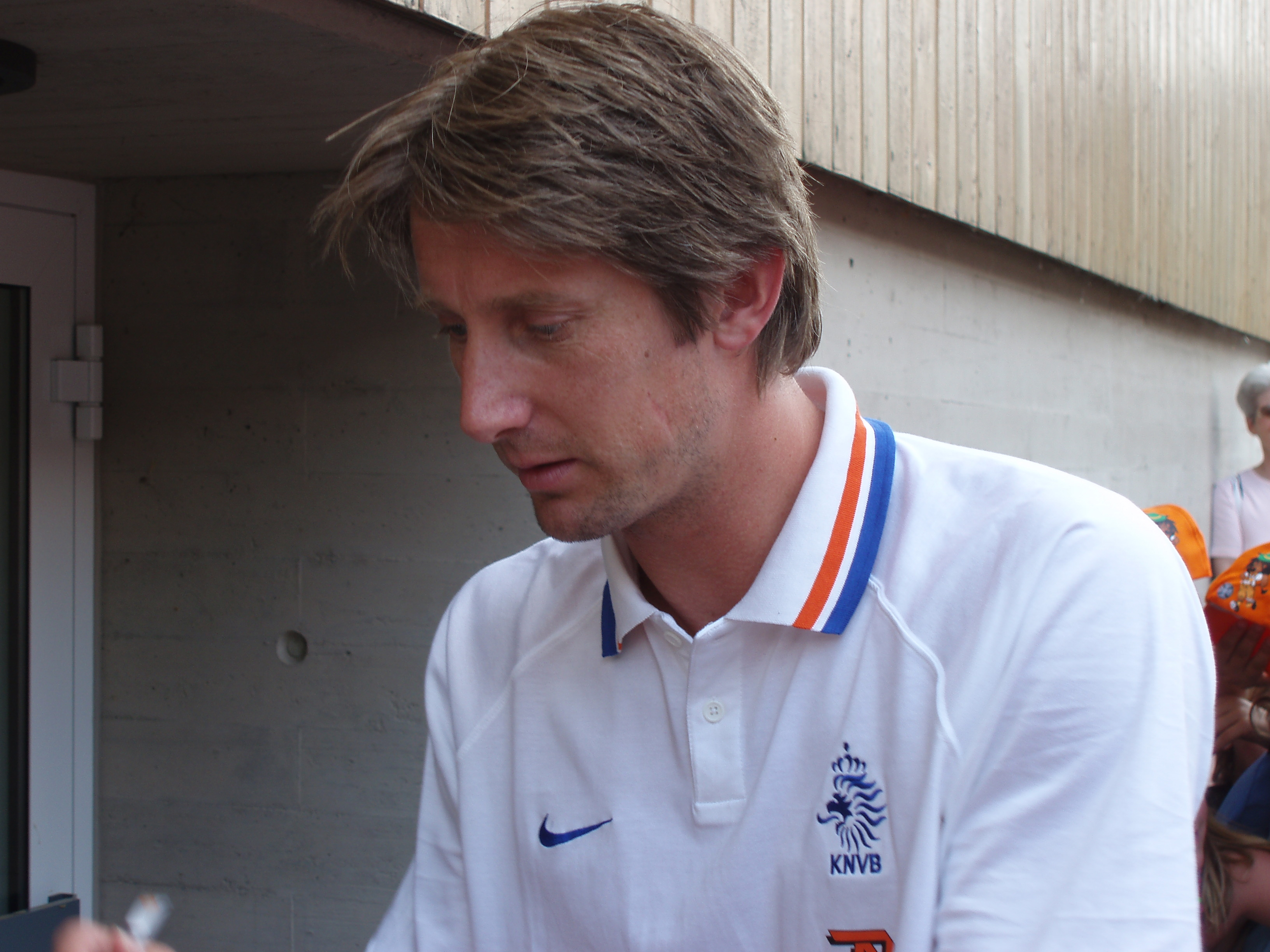
Ван дер Сар во время ЧМ-2006.

Ван дер Сар был включён в состав национальной сборной на чемпионат мира — 1994 в роли дублёра Эда де Гуя, однако впервые он сыграл за сборную спустя год. 7 июня 1995 года в Минске матч отборочного турнира чемпионата Европы 1996 года в группе 5 Беларусь — Нидерланды неожиданно завершился победой хозяев 1:0. Автором первого гола в ворота дебютанта стал Сергей Герасимец. Но с тех пор Ван дер Сар был первым номером команды на Евро-1996, ЧМ-1998, Евро-2000, Евро-2004, ЧМ-2006 и Евро-2008.
На Евро-2000 не пропустил ни одного гола. В матче против сборной Югославии, был заменён на 65-й минуте, и единственный гол в той игре пропустил Сандер Вестерфельд. Если приплюсовать к этому достижению последние матчи 1996-го и первые матчи 2004-го — то общая «сухая» серия продлится 594 минуты, что является рекордом Чемпионатов Европы по футболу.
В четвертьфинале ЧЕ-2004 парировал послематчевый пенальти Улофа Мельберга, прервав чёрную полосу сборной Нидерландов в сериях пенальти. На чемпионате мира 2006 года побил рекорд Франка де Бура по числу матчей за национальную сборную.
В 2008 году объявил, что завершит выступления за сборную после чемпионата Европы. Осенью из-за травмы основного вратаря был вызван в национальную сборную во время отборочного цикла ЧМ-2010 и сыграл в двух матчах, не пропустив в них голов.

## Прощальный матч
3 августа 2011 года в Амстердаме ван дер Сар сыграл свой прощальный матч. На стадионе «Амстердам Арена» встретились «Аякс» и «Команда Мечты», которая состояла из Уэйна Руни, Джона Хейтинга, Луи Саа, Рио Фердинанда, Райана Гиггза, Пола Скоулза, Неманьи Видича, Андре Ойера, Дирка Кёйта, Гари Невилла, Майкла Каррика, Эдгара Давидса, Джованни ван Бронкхорста, Будевейна Зендена и Денниса Бергкампа. Матч завершился победой «Команды Мечты», ворота которой защищал Эдвин, со счётом 2:1.

## Особенности игры
Ван дер Сар играл в современной манере, часто выходя из ворот, и выполняя по существу функции последнего защитника. Замечательно играл ногами.

## Послеигровая карьера
В ноябре 2012 года ван дер Сар вошёл в состав совета директоров «Аякса». Через четыре года, в ноябре 2016 года был генеральным директором амстердамского клуба. В мае 2023 года оставил пост. За период его руководства «Аякс» выиграл три чемпионских титула, два национальных кубках, доходил до финала Лиги Европы и полуфинала Лиги чемпионов.

## Личная жизнь
С мая 2006 года женат на Аннемари ван Кестерен (нидерл. Annemarie van Kesteren). Воспитывает двоих детей: сына Джои (Joe) и дочь Линн (Lynn).
7 июля 2023 года перенёс кровоизлияние в мозг и был направлен в реанимацию. 11 июля был переведён обычную палату, а в скором времени выписан из больницы.

## Достижения

### Командные
«Аякс»
- Чемпион Нидерландов (4): 1993/94, 1994/95, 1995/96, 1997/98
- Обладатель Кубка Нидерландов (3): 1993, 1998, 1999
- Обладатель Суперкубка Нидерландов (3): 1993, 1994, 1995
- Победитель Лиги чемпионов УЕФА: 1995
- Обладатель Кубка УЕФА: 1992
- Обладатель Суперкубка УЕФА: 1995
- Обладатель Межконтинентального кубка: 1995
- Итого: 14 трофеев

«Ювентус»
- Обладатель Кубка Интертото: 1999
- Итого: 1 трофей

«Фулхэм»
- Обладатель Кубка Интертото: 2002
- Итого: 1 трофей

«Манчестер Юнайтед»
- Чемпион Англии (4): 2006/07, 2007/08, 2008/09, 2010/11
- Обладатель Кубка Футбольной лиги (2): 2006, 2010
- Обладатель Суперкубка Англии (3): 2007, 2008,2010
- Победитель Лиги чемпионов УЕФА: 2008
- Победитель Клубного чемпионата мира: 2008
- Итого: 11 трофеев

Сборная Нидерландов
- 4-е место на чемпионате мира: 1998
- Бронзовый призёр чемпионата Европы: 2000, 2004

### Личные
- Единственный голкипер, выигравший Лигу чемпионов УЕФА с двумя разными клубами (с «Аяксом» в 1995 году и «Манчестер Юнайтед» в 2008 году)
- Рекордсмен в истории британских лиг[59] по количеству матчей подряд без пропущенных голов: 1311 минут (14 матчей)
- Лучший игрок года в «Фулхэме»: 2004[60]
- Обладатель «Золотой перчатки английской Премьер-лиги»: 2009 (21 матч без пропущенных голов).
- Специальная награда ПФА за заслуги перед футболом: 2008
- Лучший вратарь Европы по версии УЕФА (2): 1995, 2009
- Лучший вратарь Нидерландов (4): 1994, 1995, 1996, 1997
- Лучший футболист Нидерландов: 1998
- Лучший вратарь европейского клубного сезона: 2008/09
- Входит в состав команды года по версии PFA (3): 2006/07, 2008/09, 2010/11
- Команда года по версии European Sports Media (2): 1995/96, 2008/09
- Член символической сборной чемпионата Европы 2008 года по версии FIFA
- Эдвин Ван дер Сар является самым возрастным игроком, сыгравшим в финале Лиги чемпионов. 28 мая 2011 года, когда Ван дер Сар вышел на поле в финальном матче Лиги чемпионов 2010/11 «Барселона» — «Манчестер Юнайтед», его возраст составил 40 лет и 212 дней[61]
- Офицер ордена Оранских-Нассау: 2010[62][63]

## Статистика выступлений
| Клуб              | Сезон            | Лига | Лига     | Кубки | Кубки | Еврокубки | Еврокубки | Прочие | Прочие | Итого | Итого    |
| Клуб              | Сезон            | Игры | Голы     | Игры  | Голы  | Игры      | Голы      | Игры   | Голы   | Игры  | Голы     |
| ----------------- | ---------------- | ---- | -------- | ----- | ----- | --------- | --------- | ------ | ------ | ----- | -------- |
| Аякс              | 1990/91          | 9    | −3       | 0     | 0     | 0         | 0         | 0      | 0      | 9     | −3       |
| Аякс              | 1991/92          | 0    | 0        | 0     | 0     | 0         | 0         | 0      | 0      | 0     | 0        |
| Аякс              | 1992/93          | 19   | −19      | 3     | −5    | 3         | −1        | 0      | 0      | 25    | −25      |
| Аякс              | 1993/94          | 32   | −22      | 4     | −7    | 6         | −4        | 1      | 0      | 43    | −33      |
| Аякс              | 1994/95          | 33   | −28      | 3     | −3    | 11        | −4        | 1      | 0      | 48    | −35      |
| Аякс              | 1995/96          | 33   | −24      | 2     | −2    | 11        | −3        | 4      | −2     | 50    | −31      |
| Аякс              | 1996/97          | 33   | −31      | 1     | −1    | 10        | −13       | 1      | −3     | 45    | −48      |
| Аякс              | 1997/98          | 33   | −20 / 1  | 4     | −1    | 8         | −12       | 0      | 0      | 45    | −33 / 1  |
| Аякс              | 1998/99          | 34   | −41      | 5     | −2    | 6         | −6        | 1      | −2     | 46    | −51      |
| Аякс              | Итого            | 226  | −188 / 1 | 22    | −21   | 55        | −43       | 8      | −7     | 311   | −259 / 1 |
| Ювентус           | 1999/2000        | 32   | −19      | 3     | −4    | 11        | −12       | 0      | 0      | 46    | −35      |
| Ювентус           | 2000/01          | 34   | −27      | 2     | −2    | 6         | −10       | 0      | 0      | 42    | −39      |
| Ювентус           | Итого            | 66   | −46      | 5     | −6    | 17        | −22       | 0      | 0      | 88    | −74      |
| Фулхэм            | 2001/02          | 37   | −41      | 4     | −2    | 0         | 0         | 0      | 0      | 41    | −43      |
| Фулхэм            | 2002/03          | 19   | −25      | 0     | 0     | 11        | −9        | 0      | 0      | 30    | −34      |
| Фулхэм            | 2003/04          | 37   | −44      | 6     | −5    | 0         | 0         | 0      | 0      | 43    | −49      |
| Фулхэм            | 2004/05          | 34   | −54      | 6     | −7    | 0         | 0         | 0      | 0      | 40    | −61      |
| Фулхэм            | Итого            | 127  | −164     | 16    | −14   | 11        | −9        | 0      | 0      | 154   | −187     |
| Манчестер Юнайтед | 2005/06          | 38   | −34      | 5     | −3    | 8         | −4        | 0      | 0      | 51    | −41      |
| Манчестер Юнайтед | 2006/07          | 32   | −25      | 3     | −4    | 12        | −13       | 0      | 0      | 47    | -42      |
| Манчестер Юнайтед | 2007/08          | 29   | −18      | 4     | −2    | 10        | −4        | 1      | −1     | 44    | −25      |
| Манчестер Юнайтед | 2008/09          | 33   | −22      | 2     | 0     | 10        | −5        | 4      | −5     | 49    | −32      |
| Манчестер Юнайтед | 2009/10          | 21   | −13      | 2     | −3    | 6         | −8        | 0      | 0      | 29    | −24      |
| Манчестер Юнайтед | 2010/11          | 33   | −32      | 2     | −1    | 10        | −6        | 1      | −1     | 46    | −40      |
| Манчестер Юнайтед | Итого            | 186  | −144     | 18    | −13   | 56        | −40       | 6      | −7     | 266   | −204     |
| Всего за карьеру  | Всего за карьеру | 605  | −542 / 1 | 61    | −54   | 139       | −114      | 14     | −14    | 819   | −724 / 1 |

## Статистика

### Матчи ван дер Сара за сборную Нидерландов
| Матчи ван дер Сара за сборную Нидерландов | Матчи ван дер Сара за сборную Нидерландов | Матчи ван дер Сара за сборную Нидерландов | Матчи ван дер Сара за сборную Нидерландов | Матчи ван дер Сара за сборную Нидерландов | Матчи ван дер Сара за сборную Нидерландов |
| ----------------------------------------- | ----------------------------------------- | ----------------------------------------- | ----------------------------------------- | ----------------------------------------- | ----------------------------------------- |
| №                                         | Дата                                      | Соперник                                  | Счёт                                      | Пропущено голов                           | Соревнование                              |
| 1                                         | 7 июня 1995                               | Беларусь                                  | 0:1                                       | 1                                         | Чемпионат Европы 1996 (отбор)             |
| 2                                         | 6 сентября 1995                           | Беларусь                                  | 1:0                                       | —                                         | Чемпионат Европы 1996 (отбор)             |
| 3                                         | 11 октября 1995                           | Мальта                                    | 4:0                                       | —                                         | Чемпионат Европы 1996 (отбор)             |
| 4                                         | 15 ноября 1995                            | Норвегия                                  | 3:0                                       | —                                         | Чемпионат Европы 1996 (отбор)             |
| 5                                         | 13 декабря 1995                           | Ирландия                                  | 2:0                                       | —                                         | Чемпионат Европы 1996 (отбор)             |
| 6                                         | 24 апреля 1996                            | Германия                                  | 0:1                                       | 1                                         | Товарищеский матч                         |
| 7                                         | 4 июня 1996                               | Ирландия                                  | 3:1                                       | 1                                         | Товарищеский матч                         |
| 8                                         | 10 июня 1996                              | Шотландия                                 | 0:0                                       | —                                         | Чемпионат Европы 1996                     |
| 9                                         | 13 июня 1996                              | Швейцария                                 | 2:0                                       | —                                         | Чемпионат Европы 1996                     |
| 10                                        | 18 июня 1996                              | Англия                                    | 1:4                                       | 4                                         | Чемпионат Европы 1996                     |
| 11                                        | 22 июня 1996                              | Франция                                   | 0:0 (4:5 пен.)                            | —                                         | Чемпионат Европы 1996                     |
| 12                                        | 31 августа 1996                           | Бразилия                                  | 2:2                                       | 2                                         | Товарищеский матч                         |
| 13                                        | 5 октября 1996                            | Уэльс                                     | 3:1                                       | 1                                         | Чемпионат мира 1998 (отбор)               |
| 14                                        | 9 ноября 1996                             | Уэльс                                     | 7:1                                       | 1                                         | Чемпионат мира 1998 (отбор)               |
| 15                                        | 14 декабря 1996                           | Бельгия                                   | 3:0                                       | —                                         | Чемпионат мира 1998 (отбор)               |
| 16                                        | 26 февраля 1997                           | Франция                                   | 1:2                                       | 2                                         | Товарищеский матч                         |
| 17                                        | 29 марта 1997                             | Сан-Марино                                | 4:0                                       | —                                         | Чемпионат мира 1998 (отбор)               |
| 18                                        | 2 апреля 1997                             | Турция                                    | 0:1                                       | 1                                         | Чемпионат мира 1998 (отбор)               |
| 19                                        | 30 апреля 1997                            | Сан-Марино                                | 6:0                                       | —                                         | Чемпионат мира 1998 (отбор)               |
| 20                                        | 6 сентября 1997                           | Бельгия                                   | 3:1                                       | 1                                         | Чемпионат мира 1998 (отбор)               |
| 21                                        | 11 октября 1997                           | Турция                                    | 0:0                                       | —                                         | Чемпионат мира 1998 (отбор)               |
| 22                                        | 21 февраля 1998                           | США                                       | 2:0                                       | —                                         | Товарищеский матч                         |
| 23                                        | 27 мая 1998                               | Камерун                                   | 0:0                                       | —                                         | Товарищеский матч                         |
| 24                                        | 1 июня 1998                               | Парагвай                                  | 5:1                                       | 1                                         | Товарищеский матч                         |
| 25                                        | 5 июня 1998                               | Нигерия                                   | 5:1                                       | —                                         | Товарищеский матч                         |
| 26                                        | 13 июня 1998                              | Бельгия                                   | 0:0                                       | —                                         | Чемпионат мира 1998                       |
| 27                                        | 20 июня 1998                              | Республика Корея                          | 5:0                                       | —                                         | Чемпионат мира 1998                       |
| 28                                        | 25 июня 1998                              | Мексика                                   | 2:2                                       | 2                                         | Чемпионат мира 1998                       |
| 29                                        | 29 июня 1998                              | Югославия                                 | 2:1                                       | 1                                         | Чемпионат мира 1998                       |
| 30                                        | 4 июля 1998                               | Аргентина                                 | 2:1                                       | 1                                         | Чемпионат мира 1998                       |
| 31                                        | 7 июля 1998                               | Бразилия                                  | 1:1 (2:4 пен.)                            | 1                                         | Чемпионат мира 1998                       |
| 32                                        | 11 июля 1998                              | Хорватия                                  | 1:2                                       | 2                                         | Чемпионат мира 1998                       |
| 33                                        | 10 октября 1998                           | Перу                                      | 2:0                                       | —                                         | Товарищеский матч                         |
| 34                                        | 13 октября 1998                           | Гана                                      | 0:0                                       | —                                         | Товарищеский матч                         |
| 35                                        | 18 ноября 1998                            | Германия                                  | 1:1                                       | 1                                         | Товарищеский матч                         |
| 36                                        | 10 февраля 1999                           | Португалия                                | 0:0                                       | —                                         | Товарищеский матч                         |
| 37                                        | 31 марта 1999                             | Аргентина                                 | 1:1                                       | 1                                         | Товарищеский матч                         |
| 38                                        | 28 апреля 1999                            | Марокко                                   | 1:2                                       | 2                                         | Товарищеский матч                         |
| 39                                        | 5 июня 1999                               | Бразилия                                  | 2:2                                       | 2                                         | Товарищеский матч                         |
| 40                                        | 18 августа 1999                           | Дания                                     | 0:0                                       | —                                         | Товарищеский матч                         |
| 41                                        | 4 сентября 1999                           | Бельгия                                   | 5:5                                       | 5                                         | Товарищеский матч                         |
| 42                                        | 9 октября 1999                            | Бразилия                                  | 2:2                                       | 2                                         | Товарищеский матч                         |
| 43                                        | 13 ноября 1999                            | Чехия                                     | 1:1                                       | 1                                         | Товарищеский матч                         |
| 44                                        | 23 февраля 2000                           | Германия                                  | 2:1                                       | 1                                         | Товарищеский матч                         |
| 45                                        | 26 апреля 2000                            | Шотландия                                 | 0:0                                       | —                                         | Товарищеский матч                         |
| 46                                        | 27 мая 2000                               | Румыния                                   | 2:1                                       | 1                                         | Товарищеский матч                         |
| 47                                        | 4 июня 2000                               | Польша                                    | 3:1                                       | 1                                         | Товарищеский матч                         |
| 48                                        | 11 июня 2000                              | Чехия                                     | 1:0                                       | —                                         | Чемпионат Европы 2000                     |
| 49                                        | 16 июня 2000                              | Дания                                     | 3:0                                       | —                                         | Чемпионат Европы 2000                     |
| 50                                        | 25 июня 2000                              | Югославия                                 | 6:1                                       | —                                         | Чемпионат Европы 2000                     |
| 51                                        | 29 июня 2000                              | Италия                                    | 0:0 (1:3 пен.)                            | —                                         | Чемпионат Европы 2000                     |
| 52                                        | 2 сентября 2000                           | Ирландия                                  | 2:2                                       | 2                                         | Чемпионат мира 2002 (отбор)               |
| 53                                        | 7 октября 2000                            | Кипр                                      | 4:0                                       | —                                         | Чемпионат мира 2002 (отбор)               |
| 54                                        | 11 октября 2000                           | Португалия                                | 0:2                                       | 2                                         | Чемпионат мира 2002 (отбор)               |
| 55                                        | 15 ноября 2000                            | Испания                                   | 2:1                                       | 1                                         | Товарищеский матч                         |
| 56                                        | 28 февраля 2001                           | Турция                                    | 0:0                                       | —                                         | Товарищеский матч                         |
| 57                                        | 24 марта 2001                             | Андорра                                   | 5:0                                       | —                                         | Чемпионат мира 2002 (отбор)               |
| 58                                        | 28 марта 2001                             | Португалия                                | 2:2                                       | 2                                         | Чемпионат мира 2002 (отбор)               |
| 59                                        | 25 апреля 2001                            | Кипр                                      | 4:0                                       | —                                         | Чемпионат мира 2002 (отбор)               |
| 60                                        | 2 июня 2001                               | Эстония                                   | 4:2                                       | 2                                         | Чемпионат мира 2002 (отбор)               |
| 61                                        | 15 августа 2001                           | Англия                                    | 2:0                                       | —                                         | Товарищеский матч                         |
| 62                                        | 1 сентября 2001                           | Ирландия                                  | 0:1                                       | 1                                         | Чемпионат мира 2002 (отбор)               |
| 63                                        | 5 сентября 2001                           | Эстония                                   | 5:0                                       | —                                         | Чемпионат мира 2002 (отбор)               |
| 64                                        | 6 октября 2001                            | Андорра                                   | 4:0                                       | —                                         | Чемпионат мира 2002 (отбор)               |
| 65                                        | 13 февраля 2002                           | Англия                                    | 1:1                                       | 1                                         | Товарищеский матч                         |
| 66                                        | 27 марта 2002                             | Испания                                   | 1:0                                       | —                                         | Товарищеский матч                         |
| 67                                        | 21 августа 2002                           | Норвегия                                  | 1:0                                       | —                                         | Товарищеский матч                         |
| 68                                        | 7 сентября 2002                           | Беларусь                                  | 3:0                                       | —                                         | Чемпионат Европы 2004 (отбор)             |
| 69                                        | 16 октября 2002                           | Австрия                                   | 3:0                                       | —                                         | Чемпионат Европы 2004 (отбор)             |
| 70                                        | 20 ноября 2002                            | Германия                                  | 3:1                                       | 1                                         | Товарищеский матч                         |
| 71                                        | 30 апреля 2003                            | Португалия                                | 1:1                                       | 1                                         | Товарищеский матч                         |
| 72                                        | 7 июня 2003                               | Беларусь                                  | 2:0                                       | —                                         | Чемпионат Европы 2004 (отбор)             |
| 73                                        | 20 августа 2003                           | Бельгия                                   | 1:1                                       | 1                                         | Товарищеский матч                         |
| 74                                        | 6 сентября 2003                           | Австрия                                   | 3:1                                       | 1                                         | Чемпионат Европы 2004 (отбор)             |
| 75                                        | 10 сентября 2003                          | Чехия                                     | 1:3                                       | 3                                         | Чемпионат Европы 2004 (отбор)             |
| 76                                        | 11 октября 2003                           | Молдова                                   | 5:0                                       | —                                         | Чемпионат Европы 2004 (отбор)             |
| 77                                        | 15 ноября 2003                            | Шотландия                                 | 0:1                                       | 1                                         | Чемпионат Европы 2004 (отбор)             |
| 78                                        | 19 ноября 2003                            | Шотландия                                 | 6:0                                       | —                                         | Чемпионат Европы 2004 (отбор)             |
| 79                                        | 18 февраля 2004                           | США                                       | 1:0                                       | —                                         | Товарищеский матч                         |
| 80                                        | 31 марта 2004                             | Франция                                   | 0:0                                       | —                                         | Товарищеский матч                         |
| 81                                        | 28 апреля 2004                            | Греция                                    | 4:0                                       | —                                         | Товарищеский матч                         |
| 82                                        | 29 мая 2004                               | Бельгия                                   | 0:1                                       | 1                                         | Товарищеский матч                         |
| 83                                        | 1 июня 2004                               | Фарерские острова                         | 3:0                                       | —                                         | Товарищеский матч                         |
| 84                                        | 5 июня 2004                               | Ирландия                                  | 0:1                                       | 1                                         | Товарищеский матч                         |
| 85                                        | 15 июня 2004                              | Германия                                  | 1:1                                       | 1                                         | Чемпионат Европы 2004                     |
| 86                                        | 19 июня 2004                              | Чехия                                     | 2:3                                       | 3                                         | Чемпионат Европы 2004                     |
| 87                                        | 23 июня 2004                              | Латвия                                    | 3:0                                       | —                                         | Чемпионат Европы 2004                     |
| 88                                        | 26 июня 2004                              | Швеция                                    | 0:0 (5:4 пен.)                            | —                                         | Чемпионат Европы 2004                     |
| 89                                        | 30 июня 2004                              | Португалия                                | 1:2                                       | 2                                         | Чемпионат Европы 2004                     |
| 90                                        | 18 августа 2004                           | Швеция                                    | 2:2                                       | 2                                         | Товарищеский матч                         |
| 91                                        | 3 сентября 2004                           | Лихтенштейн                               | 3:0                                       | —                                         | Товарищеский матч                         |
| 92                                        | 8 сентября 2004                           | Чехия                                     | 2:0                                       | —                                         | Чемпионат мира 2006 (отбор)               |
| 93                                        | 9 октября 2004                            | Македония                                 | 2:2                                       | 2                                         | Чемпионат мира 2006 (отбор)               |
| 94                                        | 13 октября 2004                           | Финляндия                                 | 3:1                                       | 1                                         | Чемпионат мира 2006 (отбор)               |
| 95                                        | 17 ноября 2004                            | Андорра                                   | 3:0                                       | —                                         | Чемпионат мира 2006 (отбор)               |
| 96                                        | 9 февраля 2005                            | Англия                                    | 0:0                                       | —                                         | Товарищеский матч                         |
| 97                                        | 26 марта 2005                             | Румыния                                   | 2:0                                       | —                                         | Чемпионат мира 2006 (отбор)               |
| 98                                        | 30 марта 2005                             | Армения                                   | 2:0                                       | —                                         | Чемпионат мира 2006 (отбор)               |
| 99                                        | 4 июня 2005                               | Румыния                                   | 2:0                                       | —                                         | Чемпионат мира 2006 (отбор)               |
| 100                                       | 8 июня 2005                               | Финляндия                                 | 4:0                                       | —                                         | Чемпионат мира 2006 (отбор)               |
| 101                                       | 17 августа 2005                           | Германия                                  | 2:2                                       | 2                                         | Товарищеский матч                         |
| 102                                       | 3 сентября 2005                           | Армения                                   | 1:0                                       | —                                         | Чемпионат мира 2006 (отбор)               |
| 103                                       | 7 сентября 2005                           | Андорра                                   | 4:0                                       | —                                         | Чемпионат мира 2006 (отбор)               |
| 104                                       | 8 октября 2005                            | Чехия                                     | 2:0                                       | —                                         | Чемпионат мира 2006 (отбор)               |
| 105                                       | 12 октября 2005                           | Македония                                 | 0:0                                       | —                                         | Чемпионат мира 2006 (отбор)               |
| 106                                       | 12 ноября 2005                            | Италия                                    | 1:3                                       | 2                                         | Товарищеский матч                         |
| 107                                       | 1 марта 2006                              | Эквадор                                   | 1:0                                       | —                                         | Товарищеский матч                         |
| 108                                       | 27 мая 2006                               | Камерун                                   | 1:0                                       | —                                         | Товарищеский матч                         |
| 109                                       | 4 июня 2006                               | Австралия                                 | 1:1                                       | 1                                         | Товарищеский матч                         |
| 110                                       | 11 июня 2006                              | Сербия и Черногория                       | 1:0                                       | —                                         | Чемпионат мира 2006                       |
| 111                                       | 16 июня 2006                              | Кот-д’Ивуар                               | 2:1                                       | 1                                         | Чемпионат мира 2006                       |
| 112                                       | 21 июня 2006                              | Аргентина                                 | 0:0                                       | —                                         | Чемпионат мира 2006                       |
| 113                                       | 25 июня 2006                              | Португалия                                | 0:1                                       | 1                                         | Чемпионат мира 2006                       |
| 114                                       | 16 августа 2006                           | Ирландия                                  | 4:0                                       | —                                         | Товарищеский матч                         |
| 115                                       | 2 сентября 2006                           | Люксембург                                | 1:0                                       | —                                         | Чемпионат Европы 2008 (отбор)             |
| 116                                       | 6 сентября 2006                           | Беларусь                                  | 3:0                                       | —                                         | Чемпионат Европы 2008 (отбор)             |
| 117                                       | 7 октября 2006                            | Болгария                                  | 1:1                                       | 1                                         | Чемпионат Европы 2008 (отбор)             |
| 118                                       | 11 октября 2006                           | Албания                                   | 2:1                                       | 1                                         | Чемпионат Европы 2008 (отбор)             |
| 119                                       | 28 марта 2007                             | Словения                                  | 1:0                                       | —                                         | Чемпионат Европы 2008 (отбор)             |
| 120                                       | 8 сентября 2007                           | Болгария                                  | 2:0                                       | —                                         | Чемпионат Европы 2008 (отбор)             |
| 121                                       | 12 сентября 2007                          | Албания                                   | 1:0                                       | —                                         | Чемпионат Европы 2008 (отбор)             |
| 122                                       | 17 ноября 2007                            | Люксембург                                | 1:0                                       | —                                         | Чемпионат Европы 2008 (отбор)             |
| 123                                       | 6 февраля 2008                            | Хорватия                                  | 3:0                                       | —                                         | Товарищеский матч                         |
| 124                                       | 29 мая 2008                               | Дания                                     | 1:1                                       | 1                                         | Товарищеский матч                         |
| 125                                       | 1 июня 2008                               | Уэльс                                     | 2:0                                       | —                                         | Товарищеский матч                         |
| 126                                       | 9 июня 2008                               | Италия                                    | 3:0                                       | —                                         | Чемпионат Европы 2008                     |
| 127                                       | 13 июня 2008                              | Франция                                   | 4:1                                       | 1                                         | Чемпионат Европы 2008                     |
| 128                                       | 21 июня 2008                              | Россия                                    | 1:3                                       | 3                                         | Чемпионат Европы 2008                     |
| 129                                       | 11 октября 2008                           | Исландия                                  | 2:0                                       | —                                         | Чемпионат мира 2010 (отбор)               |
| 130                                       | 15 октября 2008                           | Норвегия                                  | 1:0                                       | —                                         | Чемпионат мира 2010 (отбор)               |

Итого: 130 матчей / пропущено 87 голов; 75 побед, 37 ничьих, 18 поражений.